# Ernst Bernheim
Ernst Bernheim (ur. 19 lutego 1850 w Hamburgu, zm. 3 marca 1942 w Greifswaldzie) – niemiecki historyk.
Kształcił się na Uniwersytecie w Berlinie i Uniwersytecie w Heidelbergu, następnie na Uniwersytecie w Strasburgu.
Od 1883 roku był profesorem historii średniowiecza i nauk pomocniczych na Uniwersytecie w Greifswaldzie. W 1886 dokonał konwersji z judaizmu na protestantyzm.
W 1889 Bernheim opublikował swe najbardziej znane dzieło Lehrbuch der historischen Methode und der Geschichtsphilosophie, w którym zajmował się metodami badań historycznych.

## Dzieła (wybór)
- Lehrbuch der historischen Methode und der Geschichtsphilosophie (1889)
- Das Wormser Konkordat und seine Vorurkunden hinsichtlich Entstehung, Formulierung, Rechtsgültigkeit (1906)
- Mittelalterliche Zeitanschauungen in ihrem Einfluss auf Politik und Geschichtsschreibung (1918)

## Upamiętnienie
Na jego domu, przy ulicy Arndtstraße 26 w Greifswaldzie umieszczono tablicę pamiątkową. Jego imieniem nazwano jedną z ulic w tym mieście.